# Nationaal park Uluṟu–Kata Tjuṯa
Het Nationaal park Uluṟu-Kata Tjuṯa (Engels: Uluṟu-Kata Tjuṯa National Park) ligt in het Australische Noordelijk Territorium, in een gebied in het centrum van het land dat ook wel het Rode Centrum genoemd wordt. Het is vooral bekend vanwege de aanwezigheid van de rots Uluṟu (vroeger bekend als Ayers Rock). Naast Uluṟu bevindt zich in het park ook de rotsformatie Kata Tjuṯa (voorheen: The Olgas).
In 1985 is dit gebied door de Australische regering teruggeven aan de Anangu, de oorspronkelijke bewoners. Zij hebben het gebied teruggeleased aan de regering voor een periode van 99 jaar. Het onderhoud en management van het park wordt door de Anangu zelf uitgevoerd.
Bij het park is een resort gebouwd waar de bezoekers kunnen overnachten en waar diverse voorzieningen aanwezig zijn.
Het park is op meerdere manieren te bereiken:
- Met het vliegtuig: bij het resort is een vliegveld aanwezig waarvandaan directe vluchten naar diverse grote steden in Australië plaatsvinden.
- Met de auto: vanaf zowel Darwin als Adelaide kan men over de Stuart Highway en de Lasseter Highway het park bereiken.
- Met de bus: vanaf Alice Springs en andere grote steden zijn er busverbindingen naar het park.

## Bezienswaardigheden
In het park zijn twee bijzondere bezienswaardigheden te vinden:
- Uluṟu (Ayers Rock)
- Kata Tjuṯa (de Olga's)

Deze rode rotsen steken hoog boven het vlakke woestijnlandschap uit en bieden adembenemende uitzichten, vooral tijdens zonsop- en -ondergang. Verder leven er meer dan 500 plantensoorten, 27 typisch Australische zoogdiersoorten en 73 reptielensoorten. In de zomer kan het er meer dan 45 °C worden.